# Ligosullo
Ligosullo ist ein Dorf in der italienischen Region Friaul-Julisch Venetien und liegt etwa 50 Kilometer nördlich der Stadt Udine (sowie 7 Kilometer südlich von der Grenze nach Österreich, etwa in der Mitte des Dreiecks Lienz-Villach-Udine). Es ist das letzte Dorf des Pontaiba-Tals, bevor man in den Kanal von Incarojo hinuntersteigt. Vor dem 1. Februar 2018 war es eine eigenständige Gemeinde, seitdem es Teil der neugegründeten Gemeinde Treppo Ligosullo. Die Gemeinde Ligosullo hatte zuletzt 113 Einwohner (Stand 31. Dezember 2016).

## Geologische Besonderheiten
Ligosullo liegt in einer vom geologischen Gesichtspunkt aus betrachtet besonderen Gegend: Es ist eine der wenigen Gebiete des Friaul, die aus Vulkanfelsen geschaffen ist.
Wenn man der alten Militärstraße folgt, sind diese Felsen leicht zu erkennen: Sie unterscheiden sich von den anderen durch ihre grüne dunkle Farbe und durch in ihnen enthaltene kleine weiße Kristalle.

## Geschichte und Sehenswürdigkeiten
Der Ursprung des Namens Ligosullo ist ungewiss und scheint auf die keltische oder eine protoslawische Sprache zurückzugehen. Antike Ursprünge sind wahrscheinlich, aber nicht belegbar, das meiste  verliert sich in der Legende.
Die ersten erhaltenen geschichtlichen Dokumente gehen auf das Mittelalter zurück. In Anbetracht seiner strategischen Lage wurde der Ort bereits vor langer Zeit besiedelt. Ligosullo war eine Art Wachposten der Täler Pontaiba und Incarojo. In seiner Umgebung sollte sich eine Art Netz von Schlössern und Festungen erheben. Von all diesem befinden sich Zeugnisse im Schloss Valdajer (heute ein Gasthaus und Hotel), das über dem Dorf emporragt, entlang der Straße, die zum Dimon-See führt. Außerhalb des Dorfes, das sich auf einer Meereshöhe von 949 m befindet, fällt die Straße in östlicher Richtung wieder nach Paularo ab, das etwa 7 Kilometer entfernt ist.

## Söhne und Töchter des Orts
- Jacob Nicolaus Craigher de Jachelutta (1797–1855), österreichischer Dichter und Übersetzer sowie belgischer Diplomat in Triest